# Хаусхам
Хаусхам (нем. Hausham) — община в Германии, в земле Бавария. 
Подчиняется административному округу Верхняя Бавария. Входит в состав района Мисбах.  Население составляет 8069 человек (на 31 декабря 2010 года). Занимает площадь 22,28 км².
Коммуна подразделяется на 13 сельских округов.